# 基什福卢迪·施特罗布尔·日格蒙德
基什福卢迪·施特罗布尔·日格蒙德（Kisfaludi Strobl Zsigmond，1884年7月1日—1975年8月14日）是一位匈牙利艺术家、雕塑家。他的雕塑风格融合了现实主义和學院藝術元素，作品主要都是人物半身像、胸像。